# Niezależny Samorządny Związek Zawodowy Rolników Indywidualnych „Solidarność”
Niezależny Samorządny Związek Zawodowy Rolników Indywidualnych „Solidarność” (NSZZ RI „Solidarność”) – związek zawodowy rolników powstały jako część ruchu „Solidarności” zapoczątkowanego w sierpniu 1980. Legalizacja związku stała się możliwa po zawarciu porozumień rzeszowsko-ustrzyckich 19 lutego 1981 (władze odmawiały prawa bytu związkowej reprezentacji rolników, co wywołało strajki chłopskie w styczniu 1981).

## Historia związku
Postulaty ustrzyckie wytyczały program działania tego związku, a ponadto zmusiły władzę, m.in. do zagwarantowania nienaruszalności chłopskiej własności i wolności w obrocie ziemią, zrównania praw rolników indywidualnych z prawami gospodarstw państwowych, zrównanie praw socjalnych mieszkańców wsi i miast, korzystnych zmian w oświacie na wsi oraz uznania praw religijnych, wydawania zezwoleń na budowę kościołów i zapewnienia opieki duszpasterskiej w wojsku.
Jednym z kluczowych haseł w kampanii przed legalizacją związku rolników indywidualnych było: Jak nas zarejestrujecie, bułkę z szynką jeść będziecie!
Powstał z połączenia trzech rolniczych związków zawodowych: NSZZ Rolników Indywidualnych „Solidarność Wiejska”, NSZZ „Solidarność Chłopska” i Chłopskich Związków Zawodowych.
Zarejestrowany 12 maja 1981. Pierwszym przewodniczącym został Jan Kułaj. Zdelegalizowany po wprowadzeniu stanu wojennego. Ponowna legalizacja nastąpiła w kwietniu 1989. Działaczami „Solidarności” RI byli m.in. Tadeusz Kensy, Jan Antoł, Witold Hatka, Antoni Wojnarowicz, Józef Ślisz, Władysław Żabiński, Stanisław Chrobak, Gabriel Janowski, Artur Balazs, Stanisław Majdański, Józef Laskowski, Piotr Bartoszcze, Roman Bartoszcze, Roman Wierzbicki oraz Jan Beszta-Borowski.
W dniach 12–13 maja 2007 w Dębę koło Warszawy odbył się VII Krajowy Zjazd Delegatów Niezależnego Samorządnego Związku Zawodowego Rolników Indywidualnych „Solidarność” na którym wybrano nowe władze Związku na czele z przewodniczącym, którym został senator RP Jerzy Chróścikowski.
W dniach 26–27 listopada 2016 roku w Falentach koło Warszawy odbył się IX Krajowy Zjazd Delegatów NSZZ RI „Solidarność”, na którym nową Przewodniczącą NSZZ RI „Solidarność” została Teresa Hałas.
W 2022 roku nowym przewodniczącym został Tomasz Obszański.

## Przewodniczący
- od 1981 do 1982 – Jan Kułaj
- od 1989 do 1991 – Gabriel Janowski
- od 1991 do 2007 – Roman Wierzbicki
- od 2007 do 2016 – Jerzy Chróścikowski
- od 2016 do 2022 – Teresa Hałas
- od 2022 – Tomasz Obszański